# پرسی کورتمن
پرسی کورتمن (انگلیسی: Percy Courtman; ۱۴ مهٔ ۱۸۸۸ – ۲ ژوئن ۱۹۱۷) شناگر اهل بریتانیا بود.
وی در مسابقات کشوری و بین‌المللی در مجموع برندهٔ ۱ مدال برنز شده‌است.